# Kosan
Kosan (kor. 고산군, Kosan-gun) – powiat w Korei Północnej, w prowincji Kangwŏn. W 2008 roku liczył 103 579 mieszkańców. Graniczy z powiatami Anbyŏn od północy, Pŏptong od zachodu, Hoeyang od południowego wschodu oraz Sep’o od południowego zachodu. Przez powiat przebiega 145-kilometrowa linia kolejowa Kangwŏn, łącząca powiaty Kowŏn (prowincja Hamgyŏng Południowy) oraz P’yŏnggang w prowincji Kangwŏn.

## Historia
Przed wyzwoleniem Korei spod okupacji japońskiej tereny należące do powiatu wchodziły w skład powiatu Anbyŏn (wówczas w prowincji Hamgyŏng Południowy). W obecnej formie powstał w wyniku gruntownej reformy podziału administracyjnego w grudniu 1952 roku. W jego skład weszły wówczas tereny należące wcześniej do miejscowości Singosan (41 wsi, kor. ri), Sŏk'wangsa (38 wsi – obie w powiecie Anbyŏn). Pierwotnie powiat Kosan składał się z jednego miasteczka (Kosan-ŭp) i 26 wsi.

## Gospodarka
Lokalna gospodarka oparta jest na rolnictwie. Na terenie powiatu znajdują się uprawy ryżu, kukurydzy, prosa, pszenicy, jęczmienia, soi oraz czerwonej fasoli. Istotne dla powiatu jest również górnictwo, utrzymywane ze względu na złoża złota, srebra, miedzi, żelaza, wapienia, grafitu, cynku, gipsu i innych minerałów.

## Podział administracyjny powiatu
W skład powiatu wchodzą następujące jednostki administracyjne:
| Nazwa jednostki administracyjnej | Rodzaj jednostki administracyjnej | Hangul   | Hancha   |
| -------------------------------- | --------------------------------- | -------- | -------- |
| Kosan-ŭp                         | miasteczko                        | 고산읍   | 高山邑   |
| Kŭmch’ŏn-ri                      | wieś                              | 금천리   | 琴川里   |
| Juch'ŏn-ri                       | wieś                              | 주천리   | 舟川里   |
| Kuŭp-ri                          | wieś                              | 구읍리   | 舊邑里   |
| Winam-ri                         | wieś                              | 위남리   | 衛南里   |
| Sŏngbuk-ri                       | wieś                              | 성북리   | 星北里   |
| Pup'yŏng-ri                      | wieś                              | 부평리   | 富坪里   |
| Ryongjiwŏn-ri                    | wieś                              | 룡지원리 | 龍池院里 |
| Sahyŏn-ri                        | wieś                              | 사현리   | 沙峴里   |
| Ranjŏng-ri                       | wieś                              | 란정리   | 蘭亭里   |
| Namsan-ri                        | wieś                              | 남산리   | 南山里   |
| Kŭm-ri                           | wieś                              | 금리     | 錦里     |
| Yŏnho-ri                         | wieś                              | 연호리   | 演湖里   |
| Kuryŏng-ri                       | wieś                              | 구령리   | 九嶺里   |
| Sinhyŏn-ri                       | wieś                              | 신현리   | 新峴里   |
| Sŏlbong-ri                       | wieś                              | 설봉리   | 雪峰里   |
| Kwangmyŏng-ri                    | wieś                              | 광명리   | 光明里   |
| Kŭmp'ung-ri                      | wieś                              | 금풍리   | 錦豊里   |
| Haebang-ri                       | wieś                              | 해방리   | 解放里   |
| Pongryŏn-ri                      | wieś                              | 봉련리   | 逢蓮里   |
| Ryangsa-ri                       | wieś                              | 량사리   | 兩寺里   |
| Hyŏkch'ang-ri                    | wieś                              | 혁창리   | 赫昌里   |
| Jukgŭn-ri                        | wieś                              | 죽근리   | 竹根里   |
| Sant'an-ri                       | wieś                              | 산탄리   | 山炭里   |
| San'yang-ri                      | wieś                              | 산양리   | 山陽里   |